# Les bronzés font du ski
Les bronzés font du ski è un film del 1979 diretto da Patrice Leconte.
Si tratta del sequel del film Les bronzés (1978) ed è seguito da Les bronzés 3: amis pour la vie (2006); anche questi film sono stati diretti da Patrice Leconte.